# النوار الجل
النوار بنت جل بن عدي بن عبد مناة. أو كما تُعرف بالنوار الجل، هي زوجة مالك بن زيد مناة بن تميم.

## تاريخ
تطور الشعر العربي مع تطور العربية الشمالية القديمة واللغة العربية الجنوبية القديمة - وهما شكل بدائي للعربية الفصيحة - وقد تُدَاول الشعر ما قبل الفصيح لأكثر من 700 سنة قبل الهجرة ليتشكل بصورته المعروفة، وقد تضاربت الأخبار عن أول من قال الشعر العمودي، فيرى ابن خالويه، بأن أول من قال الشعر العربي العمودي الفصيح هو ابن حذام الكلبي قبل 370 سنة للهجرة، ولكن يرى ابن سلام الجمحي في كتابه طبقات فحول الشعراء أن أقدم بيت شعر حُفِظ ووصل إلينا كان من النوار الجل قبل قرابة 200 - 300 سنة من الهجرة، كما يرى أيضًا بأن العرب كانت تقول أبيات شعر، وأول من أطال وقال قصيدة كاملة كان الزير سالم.

## الشعر
كان مالك - زوج النوار - يعزب في الإبل، وكان محبًّا لها، ولما اهتداها ليلة زواجه بالنوار، خرج سعد - أحد إخوة مالك - فعزب بالإبل ثم أوردها لظمئها، ومالك قد تزعفر لعرسه، فأراد القيام فمنعته النوار، فجعل سعد يزاول سقيها وهو مشتمل ويقول معرضًا بأخيه مالك:
فقالت النوار لمالك: «ألا تسمع ما يقول أخوك؟ أجبه». فرد عليها: «وما أقول».
قالت: «قل»:
فأوردَت قولها مثلًا بين العرب.